# Tilbrook Hill
Der Tilbrook Hill ist ein 70 m hoher Hügel im Südosten von Signy Island im Archipel der Südlichen Orkneyinseln. Er ragt zwischen dem Hillier Moss und der Caloplaca Cove auf.
Der Falkland Islands Dependencies Survey benannte ihn 1990 nach dem Biologen Peter John Tilbrook (* 1938), der von 1961 bis 1975 in leitender Funktion für den British Antarctic Survey tätig war und maßgeblich zur Errichtung zweier Beobachtungsstationen unweit dieses Hügels beigetragen hatte.